# Mirko Jahn
Mirko Jahn (* 18. Mai 1966 in Stralsund) ist ein ehemaliger deutscher Ringer. Er wurde 1986 Vize-Weltmeister im griechisch-römischen Stil im Weltergewicht.

## Werdegang
Mirko Jahn begann als Jugendlicher beim SC Dynamo Grimmen mit dem Ringen. Er konzentrierte sich dabei auf den griechisch-römischen Stil. Bereits im Jugend- und Juniorenalter war er sehr erfolgreich und wurde 1979, 1980 und 1984 in den jeweiligen Altersgruppen (AK 14, AK 15 und AK 16/18) DDR-Meister. 1985 wurde er Juniorenmeister der DDR im Weltergewicht. Zwischenzeitlich war er zum SC Dynamo Luckenwalde gewechselt.
1985 belegte er bei den Senioren-Meisterschaften der DDR im Weltergewicht den 4. und 1986 den 5. Platz. 1986 heimste er auch erste große Erfolge bei internationalen Meisterschaften ein. Er wurde im August 1986 in Malmö Vize-Europameister der Junioren (Altersgruppe „Espoirs“). Er wurde daraufhin auch bei der Weltmeisterschaft 1986 in Budapest im Weltergewicht eingesetzt und wurde dort ganz überraschend hinter Michail Mamiaschwili aus der Sowjetunion Vize-Weltmeister.
1987 wurde Mirko Jahn Vize-Meister der DDR im Weltergewicht hinter seinem Vereinskollegen Andreas Lemke. Er wurde im August 1987 auch bei der Weltmeisterschaft in Clermont-Ferrand eingesetzt. Er konnte dort zwar keine Medaille gewinnen, belegte aber einen sehr guten 5. Platz. Bei dieser Weltmeisterschaft besiegte er u. a. auch Raimund Feser aus der Bundesrepublik Deutschland.
1988 errang er im Weltergewicht seinen einzigen DDR-Meistertitel bei den Senioren vor Pusch, Dynamo Luckenwalde und Ulrich, SC Motor Zella-Mehlis.
Nach der deutschen Wiedervereinigung rang Mirko Jahn einige Jahre beim VfK Schifferstadt. Bei den deutschen Meisterschaften kam er 1992 im Weltergewicht auf den 3. Platz und 1994 im Mittelgewicht auf den 2. Platz.
Für weitere internationale Meisterschaften konnte er sich nicht mehr qualifizieren.

## Internationale Erfolge
| Jahr | Platz | Wettbewerb                                  | Gewichtsklasse | Ergebnisse |
| 1986 | 2.    | Junioren-EM (Espoirs) in Malmö              | Welter         | hinter Nikolai Palaschnik, Sowjetunion, vor Anton Arghira, Rumänien und Timo Niemi, Finnland                                          |
| 1986 | 2.    | WM in Budapest                              | Welter         | hinter Michail Mamiaschwili, Sowjetunion, vor Dobri Marinow, Bulgarien, Franc Podlesek, Tschechoslowakei und Roger Tallroth, Schweden |
| 1987 | 5.    | WM in Clermont-Ferrand                      | Welter         | hinter Jouko Salomäki, Finnland, Józef Tracz, Polen, Daulet Turlychanow, Sowjetunion und Dobri Marinow                                |
| 1989 | 5.    | „Werner-Seelenbinder“-Turnier in Leipzig    | Welter         | hinter Jaroslav Zeman, Tschechoslowakei, János Takács, Ungarn, Anton Marchl, Österreich und Tibor Podolski, Ungarn                    |
| 1990 | 4.    | Großer Preis von Deutschland in Saarbrücken | Welter         | hinter Bisolt Dezejew, Sowjetunion, Tuomo Karila, Finnland und Yvon Riemer, Frankreich                                                |
| 1992 | 11.   | Großer Preis von Deutschland in Kelheim     | Welter         | Sieger: Mnazakan Iskandarjan, Russland, vor Yvon Riemer und Anton Marchl                                                              |
| 1993 | 5.    | Großer Preis von Deutschland in Koblenz     | Welter         | hinter Beslan Sawarbekowitsch Tschagijew, Russland, Wdimir Kopytow, Belarus, Erik Hahn, Deutschland und Jaroslaw Siuj, Polen          |

## DDR- bzw. deutsche (D) Meisterschaften
| Jahr | Platz | Land | Gewichtsklasse | Ergebnisse |
| 1985 | 4.    | DDR  | Welter         | hinter Jürgen Anke, SC Vorwärts Frankfurt/Oder, Rolf Müller, SC Motor Zella-Mehlis und Andreas Lemke, SC Dynamo Luckenwalde |
| 1986 | 5.    | DDR  | Welter         | hinter Rolf Müller, Andreas Lemke, Jürgen Anke                                                                              |
| 1987 | 2.    | DDR  | Welter         | hinter Andreas Lemke, vor Peter Thätner, SC Motor Wernigerode                                                               |
| 1988 | 1.    | DDR  | Welter         | vor Pusch, SC Dynamo Luckenwalde und Ulrich, SC Motor Zella-Mehlis                                                          |
| 1989 | 3.    | DDR  | Welter         | Sieger: Olaf Senf |
| 1992 | 3.    | D    | Welter         | hinter Erik Hahn, RSV 90 Hansa Frankfurt/Oder und Mario Lauer, Lahr-Kuhbach                                                 |
| 1994 | 2.    | D    | Mittel         | hinter Thomas Zander, KSV Germania Aalen und vor Hans-Paul Bollmann, SV Bayer Worringen                                     |

Erläuterungen
- alle Wettkämpfe im griechisch-römischen Stil
- WM = Weltmeisterschaft, EM = Europameisterschaft
- Weltergewicht damals bis 74 kg, Mittelgewicht bis 82 kg Körpergewicht